# Lipinia inexpectata
Lipinia inexpectata là một loài thằn lằn trong họ Scincidae. Loài này được Das & Austin mô tả khoa học đầu tiên năm 2007.